# Prismatolaimus verrucosus
Prismatolaimus verrucosus is een rondwormensoort uit de familie van de Prismatolaimidae. De wetenschappelijke naam van de soort is voor het eerst geldig gepubliceerd in 1952 door Hirschmann.